# Pentium
Pentium je mikroprocesor od společnosti Intel, který byl uvedený na trh roku 1993. Je to superskalární procesor, tj. během jednoho hodinového cyklu dokáže vykonat více operací, čímž se výrazně zvýší výkon mikroprocesoru. Toho dosahuje tím, že má ne jednu, ale dvě pipeline: U a V (některé instrukce ovšem bylo možné provádět jen ve V). Jednalo se o první mikroprocesor s architekturou x86 který tuto RISCovou vlastnost implementoval. Obsahuje také velmi výkonnou jednotku FPU.
Procesory Pentium byly taktované na frekvencích 60 až 200 MHz, dále následovaly procesory Pentium MMX a Pentium Pro. Osazoval se do socketu 7.

## Specifikace

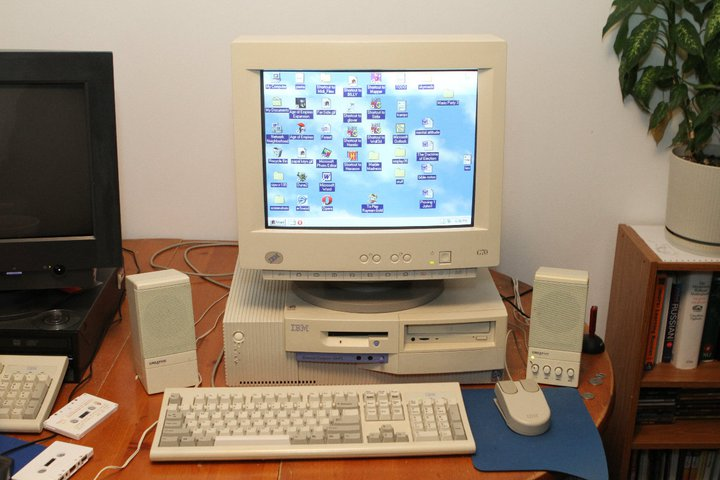
IBM 300 PL s procesorem Intel Pentium I a Windows 95

### Intel P5
- Základní
  - Jméno: Pentium
  - Jádro: A80501, P5
  - Rodina: 80586, 5. generace
  - Navrhl: Intel
  - Vyrobil: Intel
  - Uvedeno: 22. března 1993

- Fyzické vlastnosti
  - Typ pouzdra: 273pinové PGA
  - Rozměry: 5,49 cm × 5,49 cm
  - Socket: Socket 4
  - Součástek: 3,1 mil. (včetně 2× 8kB L1)
  - Technologie výroby: 3M, 0,8 {\displaystyle \mu }m, BiCMOS
  - Velikost jádra: 294 mm2

- Elektrické vlastnosti
  - Napětí jádra: 5,0 V
  - I/O napětí: 5,0 V
  - Standardní tepelný výkon: 11,9 W (60 MHz), 13,0 W (66 MHz)
  - Maximální tepelný výkon: 14,6 W (60 MHz), 16,0 W (66 MHz)
  - Chlazení: aktivní

- Frekvence
  - Frekvence jádra: 60 MHz, 66 MHz
  - Rychlost L1: stejná jako u jádra
  - Rychlost L2: stejná jako sběrnice
  - Frekvence sběrnice: 60 MHz, 66 MHz
  - Násobič: 1,0x

- Použitelné čipsety
  - Intel 82430LX
  - Intel 82430NX

- Jádro
  - Základní: CISC
  - Registry: 32bit Integer, 80bit FP
  - Dekodéry: 2xIA-32 za cyklus
  - Výpočetní jednotky: 2× celočíselná, 1× FPU
  - Výpočetní rychlost: Maximálně 2xIA-32 za cyklus

- Sběrnice
  - Adresová: 32 bitů
  - Datová: 64 bitů
  - Adresovatelná paměť: 4 GB
  - Virtuální paměť: 4 GB
  - Logická paměť: 64 TB

- Cache
  - Level 0: Není
  - Level 1: 8kB, 2-way instrukce a 8kB, 2-way data
  - Level 2: Na základní desce, až 1MB
  - Level 3: Není

- Instrukční sada
  - Základní: IA-32
  - FPU: Integrováno
  - Multimediální: není
  - Módy: Reálný, Chráněný, Virtuální, Stránkovací, SMM

### Intel P54
- Základní
  - Jméno: Pentium
  - Jádro: A80502, P54
  - Rodina: 80586, 5. generace
  - Navrhl: Intel
  - Vyrobil: Intel
  - Uvedeno: 7. července 1994

- Fyzické vlastnosti
  - Typ pouzdra: 296pinové PGA/PPGA a 320pinové PGA
  - Rozměry: 4,95 cm × 4,95 cm (PGA, PPGA) nebo 2,4 cm × 2,4 cm
  - Socket: Socket 5 (do 166 MHz), Socket 7
  - Součástek: 3,2 mil. (včetně 2× 8kB L1, 0,5 {\displaystyle \mu }m), 3,3 mil. (včetně 2× 8kB L1, 0,35 {\displaystyle \mu }m)
  - Technologie výroby: 4M, 0,5 {\displaystyle \mu }m, BiCMOS nebo 4M, 0,35 {\displaystyle \mu }m BiCMOS
  - Velikost jádra: 148 mm2 (0,5 {\displaystyle \mu }m), 91 mm2 (0,35 {\displaystyle \mu }m)

- Elektrické vlastnosti
  - Napětí jádra: 3,3 V (STD), 3,52 V (VRE)
  - I/O napětí: 3,3 V (STD), 3,52 V (VRE)
  - Standardní tepelný výkon: 3,0 W (75 MHz), 3,5 W (90 MHz), 3,9 W (100 MHz), 5,1 W (120 MHz), 4,3 W (133 MHz), 4,9 W (150 MHz), 5,4 W (166 MHz), 6,5 W (200 MHz)
  - Maximální tepelný výkon: 8,0 W (75 MHz), 9,0 W (90 MHz), 10,1 W (100 MHz), 12,8 W (120 MHz), 11,2 W (133 MHz), 11,6 W (150 MHz), 14,5 W (166 MHz), 15,5 W (200 MHz)
  - Chlazení: aktivní

- Frekvence
  - Frekvence jádra: 75, 90, 100, 120, 133, 150, 166, 200 MHz
  - Rychlost L1: stejná jako u jádra
  - Rychlost L2: stejná jako sběrnice
  - Frekvence sběrnice: 50 MHz, 60 MHz, 66 MHz
  - Násobiče: 1,5×, 2,0×, 2,5×, 3,0×

- Použitelné čipsety
  - Intel 82430LX
  - Intel 82430NX
  - Intel 82430FX
  - Intel 82430HX
  - Intel 82430VX
  - Intel 82430TX
  - Nebo od jiných výrobců

- Jádro
  - Základní: CISC
  - Registry: 32bit Integer, 80bit FP
  - Dekodéry: 2xIA-32 za cyklus
  - Výpočetní jednotky: 2× celočíselná, 1× FPU
  - Výpočetní rychlost: Maximálně 2xIA-32 za cyklus

- Sběrnice
  - Adresová: 32 bitů
  - Datová: 64 bitů
  - Adresovatelná paměť: 4 GB
  - Virtuální paměť: 4 GB
  - Logická paměť: 64 TB

- Cache
  - Level 0: Není
  - Level 1: 8kB, 2-way instrukce a 8kB, 2-way data
  - Level 2: Na základní desce, až 2MB
  - Level 3: Není

- Instrukční sada
  - Základní: IA-32
  - FPU: Integrováno
  - Multimediální: není
  - Módy: Reálný, Chráněný, Virtuální, Stránkovací, SMM

### Intel P55
- Základní
  - Jméno: Pentium
  - Jádro: A80503, P55
  - Rodina: 80586, 5. generace, MMX
  - Navrhl: Intel
  - Vyrobil: Intel
  - Uvedeno: 8. ledna 1997

- Fyzické vlastnosti
  - Typ pouzdra: 296pinové PGA/PPGA, 320pinové PGA, 352pinové PBGA
  - Rozměry: 4,95 cm × 4,95 cm (PGA, PPGA), 2,4 cm × 2,4 cm, 3,5 cm × 3,5 cm (PBGA)
  - Socket: Socket 7
  - Součástek: 4,5 mil. (včetně 2× 16kB L1)
  - Technologie výroby: 4M, 0,28 {\displaystyle \mu }m, BiCMOS nebo 4M, 0,25 {\displaystyle \mu }m BiCMOS
  - Velikost jádra: 128 mm2 (0,28 {\displaystyle \mu }m), 90 mm2 (0,25 {\displaystyle \mu }m)

- Elektrické vlastnosti
  - Napětí jádra: 2,8 V, 2,45 V, 2,0 V, 1,9 V, 1,8 V
  - I/O napětí: 3,3 V (0,28 {\displaystyle \mu }m), 2,5 V (0,25 {\displaystyle \mu }m)
  - Standardní tepelný výkon: 6,1 W (166 MHz) (2,3 W 0,25 {\displaystyle \mu }m), 7,3 W (200 MHz) (2,7 W 0,25 {\displaystyle \mu }m), 7,9 W (233 MHz) (3,0 W 0,25 {\displaystyle \mu }m)
  - Maximální tepelný výkon: 13,1 W (166 MHz) (4,1 W 0,25 {\displaystyle \mu }m), 15,7 W (200 MHz) (5,0 W 0,25 {\displaystyle \mu }m), 17,0 W (233 MHz) (7,6 W 0,25 {\displaystyle \mu }m)
  - Chlazení: aktivní

- Frekvence
  - Frekvence jádra: 166, 200, 233 MHz
  - Rychlost L1: stejná jako u jádra
  - Rychlost L2: stejná jako sběrnice
  - Frekvence sběrnice: 60 MHz, 66 MHz
  - Násobiče: 2,0×, 2,5×, 3,0×, 3,5×

- Použitelné čipsety
  - Intel 82430FX
  - Intel 82430HX
  - Intel 82430VX
  - Intel 82430TX
  - Nebo od jiných výrobců

- Jádro
  - Základní: CISC
  - Registry: 32bit Integer, 80bit FP, 64bit MM
  - Dekodéry: 2xIA-32 za cyklus
  - Výpočetní jednotky: 2× celočíselná/MMX, 1× FPU
  - Výpočetní rychlost: Maximálně 2xIA-32 za cyklus

- Sběrnice
  - Adresová: 32 bitů
  - Datová: 64 bitů
  - Adresovatelná paměť: 4 GB
  - Virtuální paměť: 4 GB
  - Logická paměť: 64 TB

- Cache
  - Level 0: Není
  - Level 1: 16kB, 2-way instrukce a 16kB, 2-way data
  - Level 2: Na základní desce, až 2MB
  - Level 3: Není

- Instrukční sada
  - Základní: IA-32
  - FPU: Integrováno
  - Multimediální: MMX
  - Módy: Reálný, Chráněný, Virtuální, Stránkovací, SMM